# Trofeo Alfredo Binda-Comune di Cittiglio 2009
La 34e édition du Trofeo Alfredo Binda-Comune di Cittiglio a eu lieu le 29 mars 2009. C'est la première épreuve de la Coupe du monde de cyclisme sur route féminine 2009. Elle est remportée par la Néerlandaise Marianne Vos.

## Présentation

### Parcours
La course utilise deux circuits. Le grand, long d'une trentaine de kilomètres est parcouru deux fois. La côte vers Brinzio est montée. Le petit, long de 17 km, escalade la côte vers Orino. Il est parcouru trois fois.

### Équipes
| Équipes féminines professionnelles (17)- Bigla - Cervélo TestTeam - Team CMAX Dila - Columbia-HTC Women - Fenixs - Flexpoint - Gauss RDZ Ormu-Colnago - Lotto-Belisol Ladiesteam - Equipe Nürnberger Versicherung - Red Sun Cycling Team - Safi-Pasta Zara-Titanedi - SC Michela Fanini Record Rox - Selle Italia Ghezzi - Gruppo Sportivo Top Girls-Fassa Bortolo-Raxy Line - Uniqa-Elk - USC Chirio Forno d'Asolo - Vision 1 Racing Équipes nationales (7)- Allemagne - Belgique - États-Unis - France - Hongrie - Pays-Bas - Slovénie |
| |

## Récit de la course
La météo est pluvieuse. Emma Pooley attaque au bout de onze kilomètres dans la première ascension de la côte vers Brinzio. Son avance atteint la minute trente. Elle reste en tête durant près de quatre-vingt kilomètres, mais reprise par un groupe d'une trentaine de coureuses. Un kilomètre plus loin, Marianne Vos sort avec Emma Johansson. Kristin Armstrong part en poursuite à vingt kilomètres de l'arrivée, mais ne parvient pas à revenir. Eva Lutz attaque à dix kilomètres du but pour revenir sur l'Américaine. Le duo de tête se départage au sprint, Marianne Vos s'impose. Derrière, Kristin Armstrong vient compléter le podium.

## Classements

### Classement final
| \| Classement général \| Classement général \| Classement général \| Classement général \| Classement général \| \| Coureuse \| Coureuse \| Pays \| Équipe \| Temps \| \| ------------------ \| ------------------ \| ------------------ \| ------------------------------ \| ------------------ \| \| 1re \| Marianne Vos \| Pays-Bas \| Pays-Bas \| 3 h 18 min 02 s \| \| 2e \| Emma Johansson \| Suède \| Red Sun Cycling Team \| + 0 s \| \| 3e \| Kristin Armstrong \| États-Unis \| Cervélo TestTeam \| + 3 min 34 s \| \| 4e \| Eva Lutz \| Allemagne \| Equipe Nürnberger Versicherung \| + 3 min 34 s \| \| 5e \| Kirsten Wild \| Pays-Bas \| Cervélo TestTeam \| + 4 min 15 s \| \| 6e \| Loes Gunnewijk \| Pays-Bas \| Flexpoint \| + 4 min 15 s \| \| 7e \| Suzanne de Goede \| Pays-Bas \| Equipe Nürnberger Versicherung \| + 4 min 15 s \| \| 8e \| Chantal Blaak \| Pays-Bas \| Pays-Bas \| + 4 min 15 s \| \| 9e \| Marina Jaunâtre \| France \| France \| + 4 min 15 s \| \| 10e \| Martine Bras \| Pays-Bas \| Selle Italia Ghezzi \| + 4 min 15 s \| |                   |            |                                |                 |
| |                   |            |                                |                 |
| |                   |            |                                |                 |
| Classement général |                   |            |                                |                 |
| Coureuse | Coureuse          | Pays       | Équipe                         | Temps           |
| 1re | Marianne Vos      | Pays-Bas   | Pays-Bas                       | 3 h 18 min 02 s |
| 2e | Emma Johansson    | Suède      | Red Sun Cycling Team           | + 0 s           |
| 3e | Kristin Armstrong | États-Unis | Cervélo TestTeam               | + 3 min 34 s    |
| 4e | Eva Lutz          | Allemagne  | Equipe Nürnberger Versicherung | + 3 min 34 s    |
| 5e | Kirsten Wild      | Pays-Bas   | Cervélo TestTeam               | + 4 min 15 s    |
| 6e | Loes Gunnewijk    | Pays-Bas   | Flexpoint                      | + 4 min 15 s    |
| 7e | Suzanne de Goede  | Pays-Bas   | Equipe Nürnberger Versicherung | + 4 min 15 s    |
| 8e | Chantal Blaak     | Pays-Bas   | Pays-Bas                       | + 4 min 15 s    |
| 9e | Marina Jaunâtre   | France     | France                         | + 4 min 15 s    |
| 10e | Martine Bras      | Pays-Bas   | Selle Italia Ghezzi            | + 4 min 15 s    |

### Points attribués
| Position           | 1er | 2e | 3e | 4e | 5e | 6e | 7e | 8e | 9e | 10e | 11e | 12e | 13e | 14e | 15e |
| Classement général | 100 | 70 | 40 | 30 | 25 | 20 | 15 | 10 | 9  | 8   | 7   | 6   | 5   | 4   | 3   |

## Liste des participantes
| Légende | Légende                                                                                | Légende | Légende                                                    |
| ------- | -------------------------------------------------------------------------------------- | ------- | ---------------------------------------------------------- |
| Num     | Dossard de départ porté par le coureur sur ce Trofeo Alfredo Binda-Comune di Cittiglio | Pos     | Position à l'arrivée de la course                          |
|         | Indique un maillot de champion national ou mondial, suivi de sa spécialité             | NP      | Indique un coureur qui n'a pas pris le départ de la course |
| AB      | Indique un coureur qui n'a pas terminé la course                                       | HD      | Indique un coureur qui a terminé la course hors des délais |

| Columbia-HTC Women TCW | Columbia-HTC Women TCW        | Columbia-HTC Women TCW |
| ---------------------- | ----------------------------- | ---------------------- |
| Num                    | Coureuse                      | Pos                    |
| 2                      | Katherine Bates (AUS)         | AB                     |
| 3                      | Chantal Beltman (NED)         | 42e                    |
| 4                      | Luise Keller (GER) (route)    | 48e                    |
| 5                      | Linda Villumsen (DEN) (route) | 14e                    |

| Cervélo TestTeam CWT | Cervélo TestTeam CWT    | Cervélo TestTeam CWT |
| -------------------- | ----------------------- | -------------------- |
| Num                  | Coureuse                | Pos                  |
| 7                    | Emma Pooley (GBR)       | 53e                  |
| 8                    | Kristin Armstrong (USA) | 3e                   |
| 9                    | Kirsten Wild (NED)      | 5e                   |
| 10                   | Sarah Düster (GER)      | 18e                  |
| 11                   | Claudia Häusler (GER)   | 36e                  |
| 12                   | Christiane Soeder (AUT) | 35e                  |

| Equipe Nürnberger Versicherung NUR | Equipe Nürnberger Versicherung NUR | Equipe Nürnberger Versicherung NUR |
| ---------------------------------- | ---------------------------------- | ---------------------------------- |
| Num                                | Coureuse                           | Pos                                |
| 13                                 | Suzanne de Goede (NED)             | 7e                                 |
| 14                                 | Marlen Jöhrend (GER)               | AB                                 |
| 15                                 | Bianca Purath (GER)                | 47e                                |
| 16                                 | Eva Lutz (GER)                     | 4e                                 |
| 17                                 | Regina Schleicher (GER)            | AB                                 |
| 18                                 | Trixi Worrack (GER)                | 39e                                |

| Bigla BCT | Bigla BCT                            | Bigla BCT |
| --------- | ------------------------------------ | --------- |
| Num       | Coureuse                             | Pos       |
| 19        | Nicole Brändli (SUI)                 | 25e       |
| 20        | Noemi Cantele (ITA)                  | 31e       |
| 21        | Jennifer Hohl (SUI) (route)          | 32e       |
| 22        | Bettina Kühn (SUI)                   | AB        |
| 23        | Karin Thürig (SUI)                   | AB        |
| 24        | Modesta Vžesniauskaitė (LTU) (route) | 45e       |

| Selle Italia Ghezzi MSI | Selle Italia Ghezzi MSI        | Selle Italia Ghezzi MSI |
| ----------------------- | ------------------------------ | ----------------------- |
| Num                     | Coureuse                       | Pos                     |
| 25                      | Fabiana Luperini (ITA) (route) | 43e                     |
| 26                      | Gloria Presti (ITA)            | AB                      |
| 27                      | Martine Bras (NED)             | 10e                     |
| 28                      | Oxana Kozonchuk (RUS)          | 50e                     |
| 29                      | Marina Romoli (ITA)            | AB                      |
| 30                      | Sigrid Corneo (SLO)            | 51e                     |

| Gauss RDZ Ormu-Colnago GAU | Gauss RDZ Ormu-Colnago GAU    | Gauss RDZ Ormu-Colnago GAU |
| -------------------------- | ----------------------------- | -------------------------- |
| Num                        | Coureuse                      | Pos                        |
| 31                         | Tatiana Antoshina (RUS)       | AB                         |
| 32                         | Tania Belvederesi (ITA)       | 22e                        |
| 33                         | Martina Corazza (ITA)         | 46e                        |
| 34                         | Julia Martisova (RUS) (route) | 15e                        |
| 35                         | Emanuela Azzini (ITA)         | AB                         |
| 36                         | Eleonora Suelotto (ITA)       | AB                         |

| Flexpoint FLX | Flexpoint FLX           | Flexpoint FLX |
| ------------- | ----------------------- | ------------- |
| Num           | Coureuse                | Pos           |
| 37            | Susanne Ljungskog (SWE) | 28e           |
| 38            | Trine Schmidt (DEN)     | AB            |
| 39            | Loes Gunnewijk (NED)    | 6e            |
| 40            | Iris Slappendel (NED)   | AB            |

| Red Sun Cycling Team RSC | Red Sun Cycling Team RSC                 | Red Sun Cycling Team RSC |
| ------------------------ | ---------------------------------------- | ------------------------ |
| Num                      | Coureuse                                 | Pos                      |
| 43                       | Emma Johansson (SWE)                     | 2e                       |
| 44                       | Paulina Brzeźna-Bentkowska (POL) (route) | AB                       |
| 45                       | Ludivine Henrion (BEL)                   | 24e                      |
| 46                       | Mascha Pijnenborg (NED)                  | AB                       |
| 47                       | Laure Werner (BEL)                       | AB                       |
| 48                       | Petra Dijkman (NED)                      | 52e                      |

| Safi-Pasta Zara-Titanedi SAF | Safi-Pasta Zara-Titanedi SAF | Safi-Pasta Zara-Titanedi SAF |
| ---------------------------- | ---------------------------- | ---------------------------- |
| Num                          | Coureuse                     | Pos                          |
| 49                           | Alona Andruk (UKR)           | 16e                          |
| 50                           | Elena Berlato (ITA)          | 33e                          |
| 51                           | Inga Čilvinaitė (LTU)        | 37e                          |
| 52                           | Eneritz Iturriaga (ESP)      | AB                           |
| 53                           | Eleonora Patuzzo (ITA)       | 38e                          |
| 54                           | Diana Žiliūtė (LTU)          | AB                           |

| Vision 1 Racing VOR | Vision 1 Racing VOR            | Vision 1 Racing VOR |
| ------------------- | ------------------------------ | ------------------- |
| Num                 | Coureuse                       | Pos                 |
| 55                  | Nicole Cooke (GBR) (route)     | AB                  |
| 56                  | Vicki Whitelaw (AUS)           | 21e                 |
| 57                  | Debby van den Berg (NED)       | AB                  |
| 58                  | Gabriella Durrin (GBR)         | AB                  |
| 59                  | Christel Ferrier-Bruneau (FRA) | 27e                 |
| 60                  | Aurore Verhoeven (FRA)         | AB                  |

| Lotto-Belisol Ladiesteam LLT | Lotto-Belisol Ladiesteam LLT | Lotto-Belisol Ladiesteam LLT |
| ---------------------------- | ---------------------------- | ---------------------------- |
| Num                          | Coureuse                     | Pos                          |
| 61                           | Emma Silversides (GBR)       | 29e                          |
| 62                           | Catherine Delfosse (BEL)     | 11e                          |
| 63                           | Elise Depoorter (BEL)        | AB                           |
| 64                           | Rochelle Gilmore (AUS)       | AB                           |
| 65                           | Kim Schoonbaert (BEL)        | AB                           |
| 66                           | Grace Verbeke (BEL)          | 17e                          |

| Team CMAX Dila DGC | Team CMAX Dila DGC          | Team CMAX Dila DGC |
| ------------------ | --------------------------- | ------------------ |
| Num                | Coureuse                    | Pos                |
| 67                 | Edita Pučinskaitė (LTU)     | AB                 |
| 68                 | Marta Vilajosana (ESP)      | 23e                |
| 69                 | Alice Donadoni (ITA)        | AB                 |
| 70                 | Saneila Biagi (ITA)         | AB                 |
| 71                 | Francesca Faustini (ITA)    | AB                 |
| 72                 | Silvia Tirado Márquez (ESP) | AB                 |

| USC Chirio Forno d'Asolo USC | USC Chirio Forno d'Asolo USC     | USC Chirio Forno d'Asolo USC |
| ---------------------------- | -------------------------------- | ---------------------------- |
| Num                          | Coureuse                         | Pos                          |
| 73                           | Daiva Tušlaitė (LTU)             | AB                           |
| 74                           | Edita Ungurytė (LTU)             | 49e                          |
| 75                           | Eglė Zablockytė (LTU)            | AB                           |
| 76                           | Clemilda Fernandes (BRA) (route) | AB                           |
| 77                           | Uênia Fernandes Da Souza (BRA)   | AB                           |
| 78                           | Edita Janeliūnaitė (LTU)         | AB                           |

| Fenixs FEN | Fenixs FEN                      | Fenixs FEN |
| ---------- | ------------------------------- | ---------- |
| Num        | Coureuse                        | Pos        |
| 79         | Karin Aune (SWE)                | 40e        |
| 80         | Natalja Bojarskaja (RUS)        | AB         |
| 81         | Urtė Juodvalkytė (LTU)          | AB         |
| 82         | Alice Marmorini (ITA)           | 20e        |
| 83         | Catherine Hare Willianson (GBR) | AB         |
| 84         | Nadejda Vlasova (RUS)           | AB         |

| SC Michela Fanini Record Rox MIC | SC Michela Fanini Record Rox MIC | SC Michela Fanini Record Rox MIC |
| -------------------------------- | -------------------------------- | -------------------------------- |
| Num                              | Coureuse                         | Pos                              |
| 85                               | Erika Vilūnaitė (LTU)            | AB                               |
| 86                               | Rosane Kirch (BRA)               | 34e                              |
| 87                               | Flávia Oliveira (BRA)            | AB                               |
| 88                               | Carmen McNellis (USA)            | AB                               |
| 89                               | Carly Hibberd (AUS)              | AB                               |
| 90                               | Giulia Lazzerini (ITA)           | AB                               |

| Uniqa - ELK KSK | Uniqa - ELK KSK                 | Uniqa - ELK KSK |
| --------------- | ------------------------------- | --------------- |
| Num             | Coureuse                        | Pos             |
| 91              | Daniela Pintarelli (AUT)        | 41e             |
| 92              | Martina Růžičková (CZE) (route) | 30e             |
| 94              | Bernadette Schober (AUT)        | AB              |
| 95              | Manuela Grunzweil (AUT)         | AB              |
| 96              | Stefanie Degle (GER)            | AB              |

| Gruppo Sportivo Top Girls-Fassa Bortolo-Raxy Line TOG | Gruppo Sportivo Top Girls-Fassa Bortolo-Raxy Line TOG | Gruppo Sportivo Top Girls-Fassa Bortolo-Raxy Line TOG |
| ----------------------------------------------------- | ----------------------------------------------------- | ----------------------------------------------------- |
| Num                                                   | Coureuse                                              | Pos                                                   |
| 97                                                    | Valentina Carretta (ITA)                              | AB                                                    |
| 98                                                    | Chiara Rozzini (ITA)                                  | AB                                                    |
| 99                                                    | Alessandra D'Ettorre (ITA)                            | AB                                                    |
| 100                                                   | Jennifer Fiori (ITA)                                  | AB                                                    |
| 101                                                   | Laura Pisaneschi (ITA)                                | AB                                                    |
| 102                                                   | Francesca Tognali (ITA)                               | AB                                                    |

| Allemagne GER | Allemagne GER            | Allemagne GER |
| ------------- | ------------------------ | ------------- |
| Num           | Coureuse                 | Pos           |
| 103           | Hanna Amend              | AB            |
| 104           | Virginia Hennig          | AB            |
| 105           | Jana Schemmer            | AB            |
| 106           | Anna-Bianca Schnitzmeier | AB            |
| 108           | Denise Zuckermandel      | AB            |

| Pays-Bas NED | Pays-Bas NED         | Pays-Bas NED |
| ------------ | -------------------- | ------------ |
| Num          | Coureuse             | Pos          |
| 109          | Marianne Vos (route) | 1re          |
| 110          | Andrea Bosman        | 12e          |
| 111          | Adrie Visser         | AB           |
| 112          | Annemiek van Vleuten | 19e          |
| 113          | Chantal Blaak        | 8e           |
| 114          | Monique van de Ree   | AB           |

| États-Unis USA | États-Unis USA   | États-Unis USA |
| -------------- | ---------------- | -------------- |
| Num            | Coureuse         | Pos            |
| 115            | Lea Davison      | 44e            |
| 116            | Ally Stacher     | AB             |
| 117            | Kristin McGrath  | 26e            |
| 120            | Jessica Phillips | AB             |

| France FRA | France FRA        | France FRA |
| ---------- | ----------------- | ---------- |
| Num        | Coureuse          | Pos        |
| 121        | Marina Jaunâtre   | 9e         |
| 122        | Emmanuelle Merlot | AB         |
| 123        | Béatrice Thomas   | AB         |
| 124        | Mélanie Bravard   | AB         |
| 125        | Audrey Cordon     | AB         |
| 126        | Sophie Creux      | 13e        |
| 126        | Sophie Creux      | 13e        |

| Belgique BEL | Belgique BEL     | Belgique BEL |
| ------------ | ---------------- | ------------ |
| Num          | Coureuse         | Pos          |
| 127          | Ine Beyen        | AB           |
| 128          | Sjoukje Dufoer   | AB           |
| 129          | Maaike Polspoel  | AB           |
| 130          | Tine Ghyselinck  | AB           |
| 131          | Loes Sels        | AB           |
| 132          | Katrien Van Looy | AB           |

| Slovénie SLO | Slovénie SLO    | Slovénie SLO |
| ------------ | --------------- | ------------ |
| Num          | Coureuse        | Pos          |
| 133          | Polona Batagelj | AB           |
| 134          | Živa Verbič     | AB           |
| 135          | Andreja Godec   | AB           |
| 136          | Tjaša Rutar     | AB           |
| 137          | Alenka Novak    | AB           |
| 138          | Ajda Opeka      | AB           |

| Hongrie HUN | Hongrie HUN              | Hongrie HUN |
| ----------- | ------------------------ | ----------- |
| Num         | Coureuse                 | Pos         |
| 139         | Mónika Király            | AB          |
| 140         | Anita Rita Kenyó         | AB          |
| 140         | Anita Rita Kenyó (route) | AB          |
| 141         | Veronika Katonane Simon  | AB          |
| 142         | Sára Vidákovich          | AB          |
| 143         | Adrienn Gyurjan          | AB          |

| Columbia-HTC Women TCW | Columbia-HTC Women TCW        | Columbia-HTC Women TCW |
| ---------------------- | ----------------------------- | ---------------------- |
| Num                    | Coureuse                      | Pos                    |
| 2                      | Katherine Bates (AUS)         | AB                     |
| 3                      | Chantal Beltman (NED)         | 42e                    |
| 4                      | Luise Keller (GER) (route)    | 48e                    |
| 5                      | Linda Villumsen (DEN) (route) | 14e                    |

| Cervélo TestTeam CWT | Cervélo TestTeam CWT    | Cervélo TestTeam CWT |
| -------------------- | ----------------------- | -------------------- |
| Num                  | Coureuse                | Pos                  |
| 7                    | Emma Pooley (GBR)       | 53e                  |
| 8                    | Kristin Armstrong (USA) | 3e                   |
| 9                    | Kirsten Wild (NED)      | 5e                   |
| 10                   | Sarah Düster (GER)      | 18e                  |
| 11                   | Claudia Häusler (GER)   | 36e                  |
| 12                   | Christiane Soeder (AUT) | 35e                  |

| Equipe Nürnberger Versicherung NUR | Equipe Nürnberger Versicherung NUR | Equipe Nürnberger Versicherung NUR |
| ---------------------------------- | ---------------------------------- | ---------------------------------- |
| Num                                | Coureuse                           | Pos                                |
| 13                                 | Suzanne de Goede (NED)             | 7e                                 |
| 14                                 | Marlen Jöhrend (GER)               | AB                                 |
| 15                                 | Bianca Purath (GER)                | 47e                                |
| 16                                 | Eva Lutz (GER)                     | 4e                                 |
| 17                                 | Regina Schleicher (GER)            | AB                                 |
| 18                                 | Trixi Worrack (GER)                | 39e                                |

| Bigla BCT | Bigla BCT                            | Bigla BCT |
| --------- | ------------------------------------ | --------- |
| Num       | Coureuse                             | Pos       |
| 19        | Nicole Brändli (SUI)                 | 25e       |
| 20        | Noemi Cantele (ITA)                  | 31e       |
| 21        | Jennifer Hohl (SUI) (route)          | 32e       |
| 22        | Bettina Kühn (SUI)                   | AB        |
| 23        | Karin Thürig (SUI)                   | AB        |
| 24        | Modesta Vžesniauskaitė (LTU) (route) | 45e       |

| Selle Italia Ghezzi MSI | Selle Italia Ghezzi MSI        | Selle Italia Ghezzi MSI |
| ----------------------- | ------------------------------ | ----------------------- |
| Num                     | Coureuse                       | Pos                     |
| 25                      | Fabiana Luperini (ITA) (route) | 43e                     |
| 26                      | Gloria Presti (ITA)            | AB                      |
| 27                      | Martine Bras (NED)             | 10e                     |
| 28                      | Oxana Kozonchuk (RUS)          | 50e                     |
| 29                      | Marina Romoli (ITA)            | AB                      |
| 30                      | Sigrid Corneo (SLO)            | 51e                     |

| Gauss RDZ Ormu-Colnago GAU | Gauss RDZ Ormu-Colnago GAU    | Gauss RDZ Ormu-Colnago GAU |
| -------------------------- | ----------------------------- | -------------------------- |
| Num                        | Coureuse                      | Pos                        |
| 31                         | Tatiana Antoshina (RUS)       | AB                         |
| 32                         | Tania Belvederesi (ITA)       | 22e                        |
| 33                         | Martina Corazza (ITA)         | 46e                        |
| 34                         | Julia Martisova (RUS) (route) | 15e                        |
| 35                         | Emanuela Azzini (ITA)         | AB                         |
| 36                         | Eleonora Suelotto (ITA)       | AB                         |

| Flexpoint FLX | Flexpoint FLX           | Flexpoint FLX |
| ------------- | ----------------------- | ------------- |
| Num           | Coureuse                | Pos           |
| 37            | Susanne Ljungskog (SWE) | 28e           |
| 38            | Trine Schmidt (DEN)     | AB            |
| 39            | Loes Gunnewijk (NED)    | 6e            |
| 40            | Iris Slappendel (NED)   | AB            |

| Red Sun Cycling Team RSC | Red Sun Cycling Team RSC                 | Red Sun Cycling Team RSC |
| ------------------------ | ---------------------------------------- | ------------------------ |
| Num                      | Coureuse                                 | Pos                      |
| 43                       | Emma Johansson (SWE)                     | 2e                       |
| 44                       | Paulina Brzeźna-Bentkowska (POL) (route) | AB                       |
| 45                       | Ludivine Henrion (BEL)                   | 24e                      |
| 46                       | Mascha Pijnenborg (NED)                  | AB                       |
| 47                       | Laure Werner (BEL)                       | AB                       |
| 48                       | Petra Dijkman (NED)                      | 52e                      |

| Safi-Pasta Zara-Titanedi SAF | Safi-Pasta Zara-Titanedi SAF | Safi-Pasta Zara-Titanedi SAF |
| ---------------------------- | ---------------------------- | ---------------------------- |
| Num                          | Coureuse                     | Pos                          |
| 49                           | Alona Andruk (UKR)           | 16e                          |
| 50                           | Elena Berlato (ITA)          | 33e                          |
| 51                           | Inga Čilvinaitė (LTU)        | 37e                          |
| 52                           | Eneritz Iturriaga (ESP)      | AB                           |
| 53                           | Eleonora Patuzzo (ITA)       | 38e                          |
| 54                           | Diana Žiliūtė (LTU)          | AB                           |

| Vision 1 Racing VOR | Vision 1 Racing VOR            | Vision 1 Racing VOR |
| ------------------- | ------------------------------ | ------------------- |
| Num                 | Coureuse                       | Pos                 |
| 55                  | Nicole Cooke (GBR) (route)     | AB                  |
| 56                  | Vicki Whitelaw (AUS)           | 21e                 |
| 57                  | Debby van den Berg (NED)       | AB                  |
| 58                  | Gabriella Durrin (GBR)         | AB                  |
| 59                  | Christel Ferrier-Bruneau (FRA) | 27e                 |
| 60                  | Aurore Verhoeven (FRA)         | AB                  |

| Lotto-Belisol Ladiesteam LLT | Lotto-Belisol Ladiesteam LLT | Lotto-Belisol Ladiesteam LLT |
| ---------------------------- | ---------------------------- | ---------------------------- |
| Num                          | Coureuse                     | Pos                          |
| 61                           | Emma Silversides (GBR)       | 29e                          |
| 62                           | Catherine Delfosse (BEL)     | 11e                          |
| 63                           | Elise Depoorter (BEL)        | AB                           |
| 64                           | Rochelle Gilmore (AUS)       | AB                           |
| 65                           | Kim Schoonbaert (BEL)        | AB                           |
| 66                           | Grace Verbeke (BEL)          | 17e                          |

| Team CMAX Dila DGC | Team CMAX Dila DGC          | Team CMAX Dila DGC |
| ------------------ | --------------------------- | ------------------ |
| Num                | Coureuse                    | Pos                |
| 67                 | Edita Pučinskaitė (LTU)     | AB                 |
| 68                 | Marta Vilajosana (ESP)      | 23e                |
| 69                 | Alice Donadoni (ITA)        | AB                 |
| 70                 | Saneila Biagi (ITA)         | AB                 |
| 71                 | Francesca Faustini (ITA)    | AB                 |
| 72                 | Silvia Tirado Márquez (ESP) | AB                 |

| USC Chirio Forno d'Asolo USC | USC Chirio Forno d'Asolo USC     | USC Chirio Forno d'Asolo USC |
| ---------------------------- | -------------------------------- | ---------------------------- |
| Num                          | Coureuse                         | Pos                          |
| 73                           | Daiva Tušlaitė (LTU)             | AB                           |
| 74                           | Edita Ungurytė (LTU)             | 49e                          |
| 75                           | Eglė Zablockytė (LTU)            | AB                           |
| 76                           | Clemilda Fernandes (BRA) (route) | AB                           |
| 77                           | Uênia Fernandes Da Souza (BRA)   | AB                           |
| 78                           | Edita Janeliūnaitė (LTU)         | AB                           |

| Fenixs FEN | Fenixs FEN                      | Fenixs FEN |
| ---------- | ------------------------------- | ---------- |
| Num        | Coureuse                        | Pos        |
| 79         | Karin Aune (SWE)                | 40e        |
| 80         | Natalja Bojarskaja (RUS)        | AB         |
| 81         | Urtė Juodvalkytė (LTU)          | AB         |
| 82         | Alice Marmorini (ITA)           | 20e        |
| 83         | Catherine Hare Willianson (GBR) | AB         |
| 84         | Nadejda Vlasova (RUS)           | AB         |

| SC Michela Fanini Record Rox MIC | SC Michela Fanini Record Rox MIC | SC Michela Fanini Record Rox MIC |
| -------------------------------- | -------------------------------- | -------------------------------- |
| Num                              | Coureuse                         | Pos                              |
| 85                               | Erika Vilūnaitė (LTU)            | AB                               |
| 86                               | Rosane Kirch (BRA)               | 34e                              |
| 87                               | Flávia Oliveira (BRA)            | AB                               |
| 88                               | Carmen McNellis (USA)            | AB                               |
| 89                               | Carly Hibberd (AUS)              | AB                               |
| 90                               | Giulia Lazzerini (ITA)           | AB                               |

| Uniqa - ELK KSK | Uniqa - ELK KSK                 | Uniqa - ELK KSK |
| --------------- | ------------------------------- | --------------- |
| Num             | Coureuse                        | Pos             |
| 91              | Daniela Pintarelli (AUT)        | 41e             |
| 92              | Martina Růžičková (CZE) (route) | 30e             |
| 94              | Bernadette Schober (AUT)        | AB              |
| 95              | Manuela Grunzweil (AUT)         | AB              |
| 96              | Stefanie Degle (GER)            | AB              |

| Gruppo Sportivo Top Girls-Fassa Bortolo-Raxy Line TOG | Gruppo Sportivo Top Girls-Fassa Bortolo-Raxy Line TOG | Gruppo Sportivo Top Girls-Fassa Bortolo-Raxy Line TOG |
| ----------------------------------------------------- | ----------------------------------------------------- | ----------------------------------------------------- |
| Num                                                   | Coureuse                                              | Pos                                                   |
| 97                                                    | Valentina Carretta (ITA)                              | AB                                                    |
| 98                                                    | Chiara Rozzini (ITA)                                  | AB                                                    |
| 99                                                    | Alessandra D'Ettorre (ITA)                            | AB                                                    |
| 100                                                   | Jennifer Fiori (ITA)                                  | AB                                                    |
| 101                                                   | Laura Pisaneschi (ITA)                                | AB                                                    |
| 102                                                   | Francesca Tognali (ITA)                               | AB                                                    |

| Allemagne GER | Allemagne GER            | Allemagne GER |
| ------------- | ------------------------ | ------------- |
| Num           | Coureuse                 | Pos           |
| 103           | Hanna Amend              | AB            |
| 104           | Virginia Hennig          | AB            |
| 105           | Jana Schemmer            | AB            |
| 106           | Anna-Bianca Schnitzmeier | AB            |
| 108           | Denise Zuckermandel      | AB            |

| Pays-Bas NED | Pays-Bas NED         | Pays-Bas NED |
| ------------ | -------------------- | ------------ |
| Num          | Coureuse             | Pos          |
| 109          | Marianne Vos (route) | 1re          |
| 110          | Andrea Bosman        | 12e          |
| 111          | Adrie Visser         | AB           |
| 112          | Annemiek van Vleuten | 19e          |
| 113          | Chantal Blaak        | 8e           |
| 114          | Monique van de Ree   | AB           |

| États-Unis USA | États-Unis USA   | États-Unis USA |
| -------------- | ---------------- | -------------- |
| Num            | Coureuse         | Pos            |
| 115            | Lea Davison      | 44e            |
| 116            | Ally Stacher     | AB             |
| 117            | Kristin McGrath  | 26e            |
| 120            | Jessica Phillips | AB             |

| France FRA | France FRA        | France FRA |
| ---------- | ----------------- | ---------- |
| Num        | Coureuse          | Pos        |
| 121        | Marina Jaunâtre   | 9e         |
| 122        | Emmanuelle Merlot | AB         |
| 123        | Béatrice Thomas   | AB         |
| 124        | Mélanie Bravard   | AB         |
| 125        | Audrey Cordon     | AB         |
| 126        | Sophie Creux      | 13e        |
| 126        | Sophie Creux      | 13e        |

| Belgique BEL | Belgique BEL     | Belgique BEL |
| ------------ | ---------------- | ------------ |
| Num          | Coureuse         | Pos          |
| 127          | Ine Beyen        | AB           |
| 128          | Sjoukje Dufoer   | AB           |
| 129          | Maaike Polspoel  | AB           |
| 130          | Tine Ghyselinck  | AB           |
| 131          | Loes Sels        | AB           |
| 132          | Katrien Van Looy | AB           |

| Slovénie SLO | Slovénie SLO    | Slovénie SLO |
| ------------ | --------------- | ------------ |
| Num          | Coureuse        | Pos          |
| 133          | Polona Batagelj | AB           |
| 134          | Živa Verbič     | AB           |
| 135          | Andreja Godec   | AB           |
| 136          | Tjaša Rutar     | AB           |
| 137          | Alenka Novak    | AB           |
| 138          | Ajda Opeka      | AB           |

| Hongrie HUN | Hongrie HUN              | Hongrie HUN |
| ----------- | ------------------------ | ----------- |
| Num         | Coureuse                 | Pos         |
| 139         | Mónika Király            | AB          |
| 140         | Anita Rita Kenyó         | AB          |
| 140         | Anita Rita Kenyó (route) | AB          |
| 141         | Veronika Katonane Simon  | AB          |
| 142         | Sára Vidákovich          | AB          |
| 143         | Adrienn Gyurjan          | AB          |

Source,.